# Couronnement de Cosme Ier de Toscane

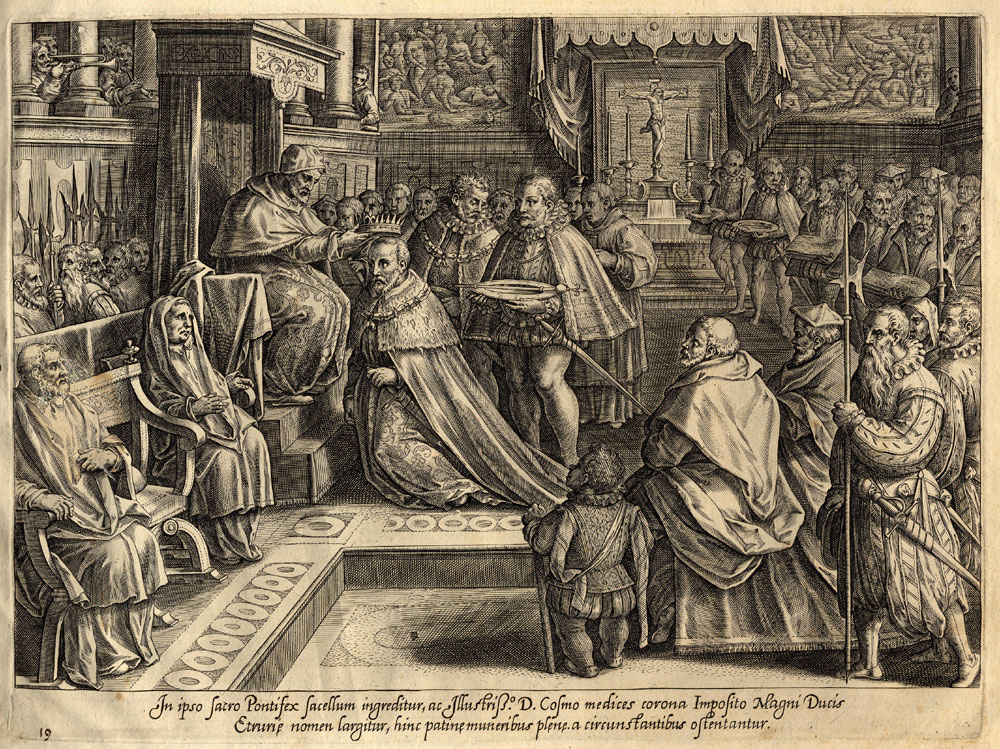
Couronnement de Cosme Ier comme grand-duc de Toscane, par Philippe Galle d'après Giovanni Stradano (1583)

Le couronnement de Cosme Ier de Toscane est un événement s'étant déroulé le 5 mars 1570 au cours duquel Cosme de Médicis se fit couronner grand-duc de Toscane par le pape Pie V.
Événement capital pour la création et la reconnaissance du jeune grand-duché de Toscane, ce couronnement ne peut se voir que comme l'aboutissement des efforts de Cosme pour établir sa primauté sur les autres dynasties italiennes. Vécu comme un affront tant par les petits États (duchés de Ferrare ou de Savoie) que par les grands (Espagne et Saint-Empire) pour qui la cérémonie contenait des violations à l'étiquette traditionnelle et était destinée à asseoir les prétentions du Saint-Siège, il fallut encore attendre plusieurs années avant que le titre grand-ducal ne fut véritablement reconnu à l'internationale.
La cérémonie de couronnement utilisait des accessoires prévus spécialement pour l'occasion, et notamment une couronne très reconnaissable. Le couronnement du premier grand-duc ne fut cependant pas reproduit par ses successeurs.

## Histoire

### Création du grand-duché de Toscane
« Nella gran sala del Palazzo Ducale si stava Cosimo assiso sotto il Trono, e attorno di esso erano collocati per ordine i Figli, il Bonelli [...] e il Nunzio del Papa [...] Presentò il Bonelli a Cosimo il Breve di Pio V accompagnandolo con le più obbliganti e officiose espressioni, e il Concino lo lesse ad alta voce pubblicamente; l’istesso fu esequito della Bolla, e tutta l’assemblea applaudì alle considerazioni del Papa e ai meriti del nuovo Gran Duca »
— Riguccio Galluzzi, Istoria del Granducato di Toscana sotto il governo della Casa Medici

« Dans la grande salle du palais ducal se tenait Cosme assis sur son trône, et autour de lui furent placés en ordre ses fils, Bonneli et le nonce du pape [...] Bonneli présenta à Cosme la bulle de Pie V accompagnée des expressions les plus obligées et les plus officielles, et Concino le lut publiquement à haute-voix. On fit de même avec la bulle, et toute l'assemblée applaudit aux considérations du pape et aux mérites du nouveau grand-duc »
— Histoire du grand-duché de Toscane sous le gouvernement de la Maison de Médicis
En 1537, Cosme de Médicis est choisi par le Sénat des Quarante-Huit pour succéder à son cousin le duc Alexandre, jeune et récent chef d'État d'une République aux allures de Principat. Souhaitant très vite s'émanciper du pouvoir oligarchique sénatorial, le nouveau duc de Florence va vite parvenir à renforcer sa propre autorité : il concentre ainsi l'administration entre ses mains, et agrandit son territoire par l'annexion de Sienne après la bataille de Marciano.
Seulement, dans un contexte de fortes tensions protocolaires entre les Médicis et les multiples autres souverainetés italiennes (notamment avec les maisons d'Este et de Savoie), Cosme cherche à obtenir un titre plus élevé (et dans les meilleurs espérances un titre royal) grâce à son action politique, diplomatique (notamment dans les affaires du Saint-Siège) et surtout ses nombreuses affaires financières. Ses objectifs son triples : montrer sa prééminence sur les autres souverains italiennes, consolider la position de sa famille, et légitimer son pouvoir sur Florence et Sienne. 
Finalement, le 13 décembre 1569, Cosme reçoit dans une cérémonie officielle la bulle pontificale Magnus Dux Etruriaedu pape Pie V qui lui accordant le titre de grand-duc de Toscane. Le titre, très inhabituel, provient de la volonté du pape d'accorder la primauté à la dynastie médicéenne, tout en tentant de préserver l'amour-propre des autres maisons royales peu enclines à accueillir un nouveau membre parmi elles. Il faudra ainsi attendre un diplôme impérial de l'empereur Maximilien II en 1576 pour voir ce titre enfin reconnu par une grande puissance.

### Couronnement de CosmeIer
Au vu de l'importance de l'événement, la cérémonie va être organisée soigneusement pas divers experts protocolaires de l'époque (notamment Cornelio Firmano, qui rédigea un rapport complet du couronnement) et de larges sommes ont été investies.
En février 1570, le pape envoie Jérôme Bonelli (frère du cardinal), capitaine de sa garde, avec un détachement de cavalerie légère pour accueillir le cortège de Cosme. Quelques jours plus tard, le cardinal de Médicis (fils cadet du grand-duc) les rejoignent. Après avoir fait son entrée solennelle dans Rome entouré de deux cardinaux (ce qui constitue une grave entorse protocolaire, car ce privilège était normalement réservé aux rois), Cosme est reçu secrètement et nuitamment par le pape et s'entretient avec lui durant une demi-heure. Lors d'une assemblée, Cosme a aussi l'autorisation de s'asseoir en présence du pape, ce qui est aussi en principe prohibé par l'étiquette. Les ambassadeurs du Saint-Empire et du royaume de Portugal quittent la séance lors de cette dernière entorse.
Le 18 février, lors d'un consistoire public, le pape et le grand-duc sont accompagnés d'une suite de cardinaux, ambassadeurs nobles florentins et siennois, chevaliers de Saint-Étienne, gardes, chambellans et autres serviteurs . Le cortège est précédé de mulets portant des couvertures marquées des armoiries grand-ducales, ainsi que de la tortue et de la voile, symbole personnel de Cosme.
Le dimanche 5 mars 1570, dans une cérémonie luxueuse dans la Sala Regia, Cosme est enfin couronné par les mains du pape Pie V (pour montrer l'autorité du pape sur les domaines séculiers). Habillé d'un manteau de brocart d'or doublé d'hermine rappelant le vêtement des doges de Venise, il est coiffé de la couronne grand-ducale spécialement créée pour l'occasion. Le pape prononce la formule traditionnelle :
« Accipe Coronam in signum amplioris praeeminentiae, quae per nos capiti tuo imponimus. In Nomine Patris, et Filii, et Spiritus Sancti, Amen ; et intelligas te amodo ad defensionem fidei , Sacrosanctae Ecclesiae, viduarum , pupillorum , et quarumcumque aliarum miserabilium personarum fore debitorem , velisque deinceps utilis esse executor , perspicu usque Dominator coram Domino , et inter gloriosos Athletas virtutun merito ornatus appareas [...] »
« Accepte la couronne que nous plaçons sur ta tête comme un signe de la plus grande prééminence. Au nom du Père, du Fils et du Saint-Esprit, Amen ; et si tu comprends que tu es l'obligé de la défense de la foi, de la Sainte Église, des veuves, des orphelins et de tout autre être misérable, que tu désire être à ton tour un exécuteur utile, alors tu seras clairement souverain devant le Seigneur et tu paraitras parmi les glorieux athlètes ornés de vertus et de mérites [...] »
Le grand-duc reçoit aussi un sceptre surmonté d'un lys florentin rouge, qui complète les attributs avec un glaive, "signe de supériorité et de justice". Le pape lui remet en usant des formules suivantes :
« Accipe Virgam directionis, et justitiae in Nomine Patris, et Filii, et Spiritus Sancti, Amen ; per quam valeas unicuique secundum merita sua tribuere, sive boni fuerint, sive mali , semper Deum ante oculum habens, non declinans a dextris, vel a sinistris, sed cum omni caritate bonis faveas, malos coerceas, ut omnes intelligant, et sciant te iustitiam dilexisse, et odisse iniquitatem, quam gratiam tibi concedere dignetur [...] »
« Reçoit le bâton de pouvoir et de justice au nom du Père, du Fils et du Saint-Esprit ; par lequel tu pourras distribuer à chacun selon ses mérites qu'il aient été bons ou mauvais, mais en ayant toujours Dieu devant les yeux, sans infléchir ni à droite ni à gauche, mais par la tendresse en favorisant les bons et en contrôlant les mauvais afin que tous comprennent et sachent que tu aimes la Justice et hais l'Inéquité [...] »

### Investitures ultérieures
Les grand-ducs de Toscane ne répétèrent pas la cérémonie du couronnement de Cosme Ier. Pour préserver la légitimité républicaine de leur principat (même tempérée par la forme monarchique), ils préférèrent passer à un rituel plus simple : à l'issue des funérailles du grand-duc précédent, ils recevaient alors simplement des condoléances et serment de fidélités de la part des sénateurs (perçu comme une forme d'élection). Jusqu'à Cosme III de Médicis, la tradition voulaient aussi qu'ils revêtent les insignes de grand-maître de l'ordre de Saint-Étienne dans la cathédrale Santa Maria del Fiore.
On peut cependant aussi faire remarquer que, en 1637, le grand-duc Ferdinand II couronna sa femme Vittoria della Rovere avec sa propre couronne. 

## Représentations artistiques

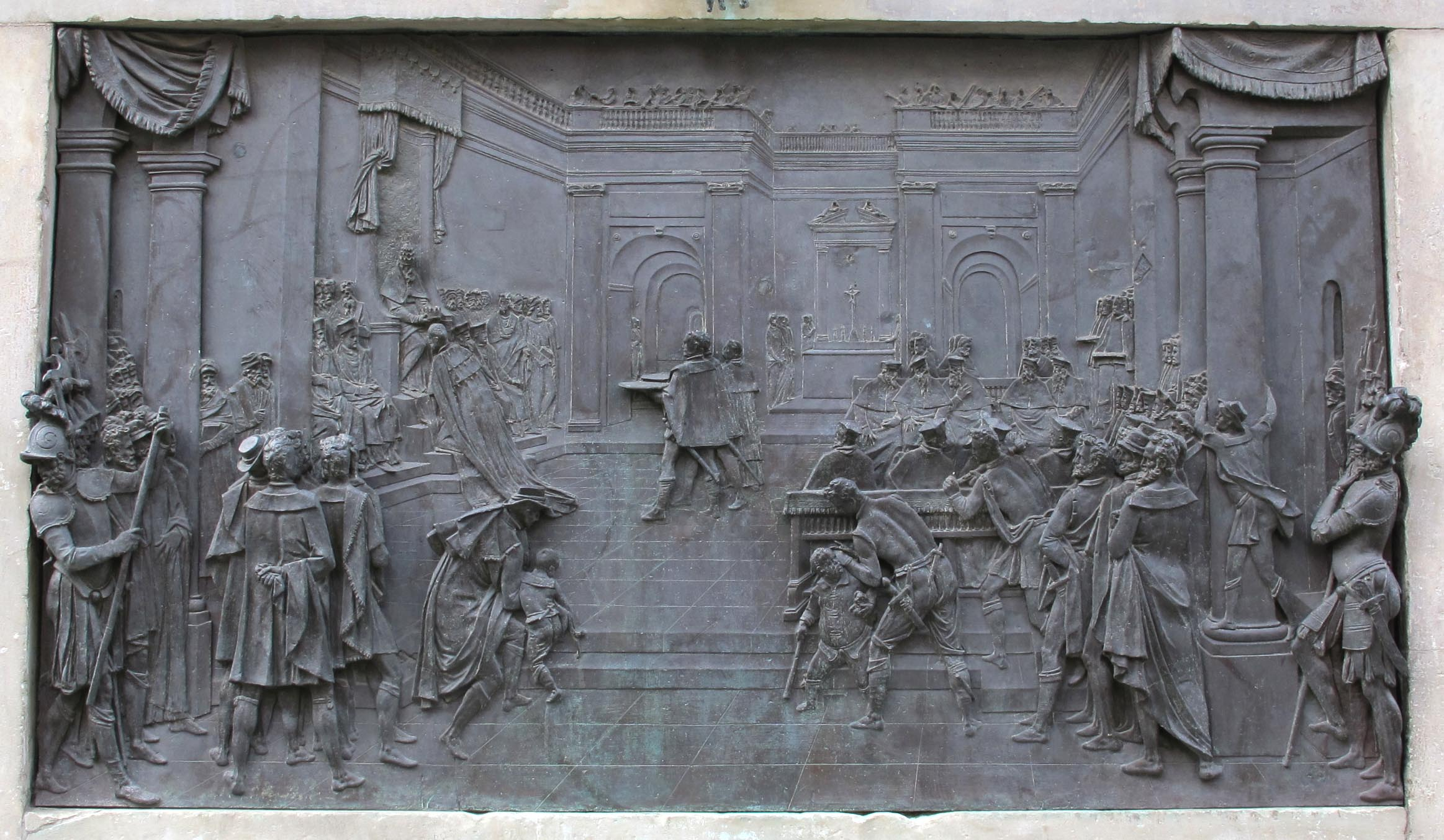
Le couronnement de Cosme Ier, par Jean Bologne (base du monument équestre sur la piazza della Signoria)
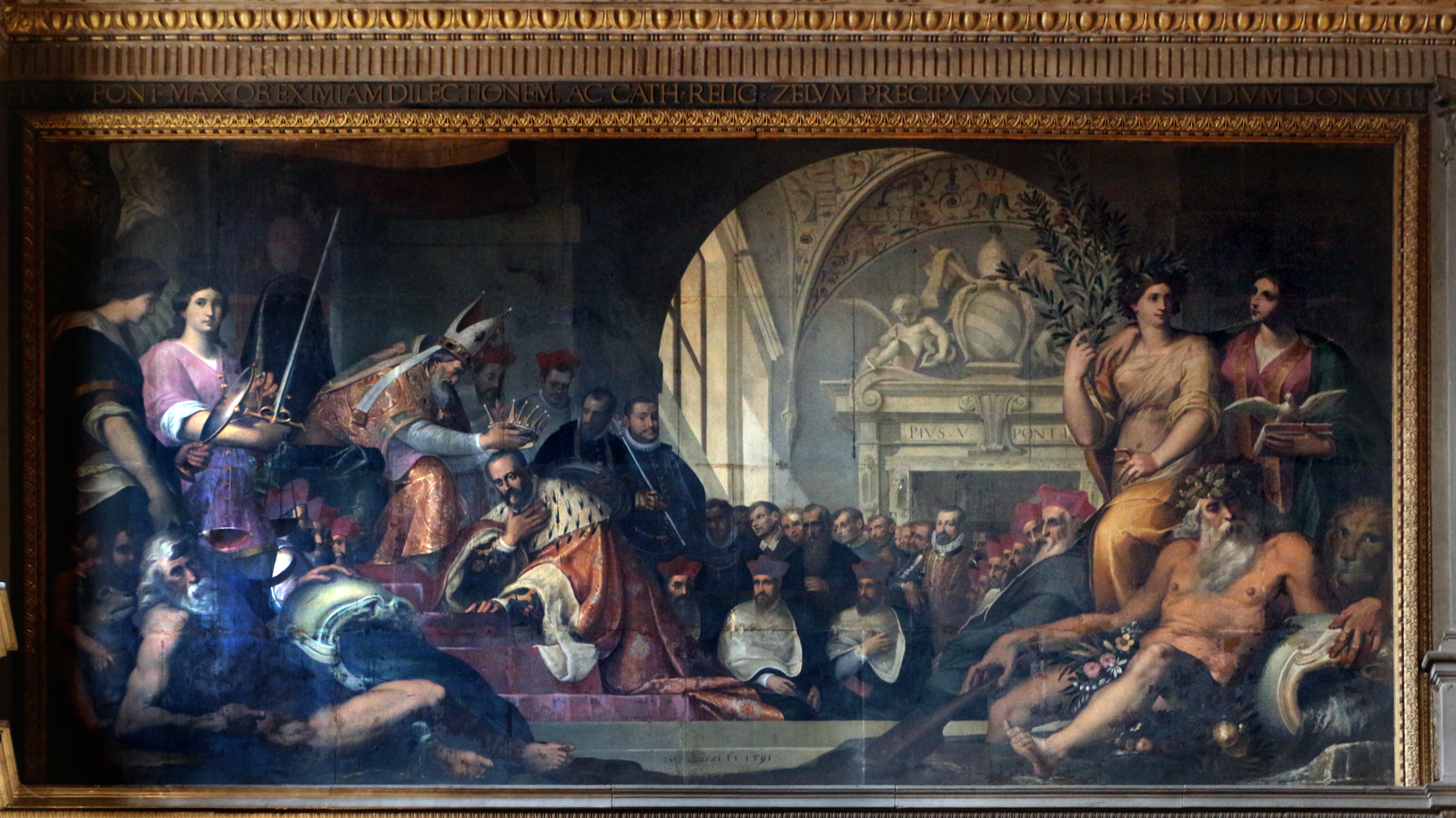
Pie V couronnant Cosme de Médicis grand-duc de Toscane, par Jacopo Ligozzi (1591)
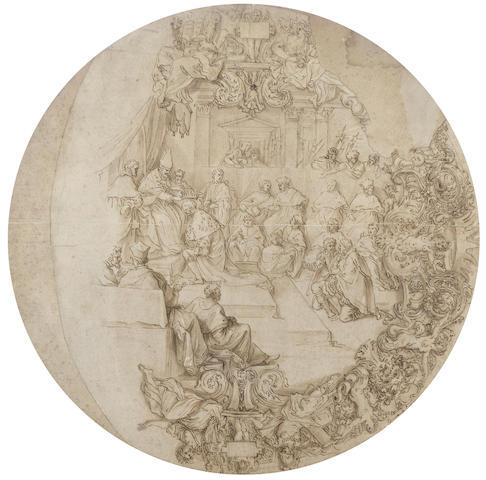
Couronnement du grand-duc Cosme Ier, par Carlo Maratta
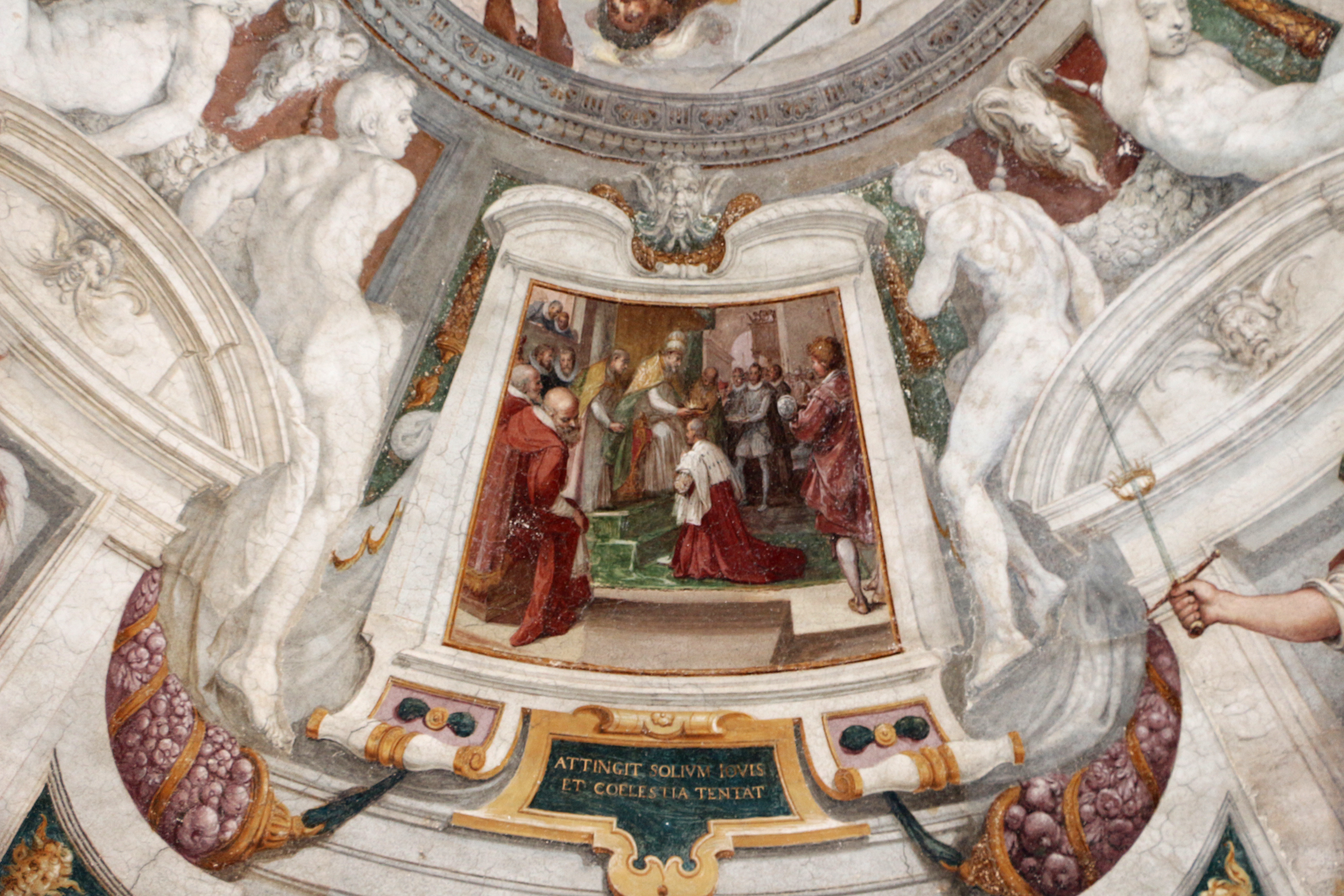
Épisodes de la vie de Cosme de Médicis, par Bernardino Poccetti (1612)